# Piranshahr
Piranshahr  (Perzisch: پیرانشهر is een stad in Iraanse provincie Āz̄arbāyjān-e Gharbī. De stad ligt in het noordwesten van het land, in een regio waar veel Koerden wonen.
De stad heeft 569.049  inwoners (2011) De stad ligt ten zuiden van het Orumiyeh-meer in een smalle vallei op ongeveer 1300 m boven zeeniveau. Het ligt in de provincie West-Azerbeidzjan van Koerdistan.
Piranshahr is een van de oudste steden van de Iran en de fundamenten dateren uit de pre-islamitische tijdperk van Iran en de opkomst van het koninkrijk van de Meden.